# Megaphysa herbiferalis
Megaphysa herbiferalis là một loài bướm đêm trong họ Crambidae.